# Stage en France
Pour un article plus général, voir Stage.
Pour les articles homonymes, voir Stage (homonymie).
En France, un stage est le plus souvent une période de formation, d'apprentissage ou de perfectionnement qui dure quelques jours à plusieurs mois dans un lieu approprié  :
- en entreprise pour formation initiale ou continue ;
- au collège, au lycée ou au-delà pour se perfectionner ou pour découvrir le monde de l'entreprise ;
- en administration, pour formation initiale ou continue ou préparation aux concours.

## Stages de formation en France

### Dans le cadre de la formation professionnelle
Le stage de la formation professionnelle a des règles définies dans le Code du travail. L'Etat, les régions, les employeurs et les opérateurs de compétences concourent au financement de la rémunération des stagiaires de la formation professionnelle. Toute personne qui suit un stage de formation professionnelle continue est obligatoirement affiliée à un régime de sécurité sociale.

#### Âge des stagiaires
Un stagiaire est une personne qui effectue un stage. La majorité[évasif] des stagiaires sont des jeunes adultes se lançant dans la vie professionnelle.
Cependant, le dispositif de formation professionnelle pour adultes accueille, dans le cadre de stages à temps plein et rémunérés, des personnes à partir de 18 ans, voire 17 ans pour certains cycles de pré-formation, pré-professionnalisation, orientation, insertion. Il n'y a pas, en effet, de limites d'âge pour être « stagiaire » de la formation professionnelle. Le réseau des Greta de l'Éducation Nationale propose aussi des formations pour adultes.
Ce sont souvent des personnes sans emploi ou ayant perdu leur emploi qui souhaitent trouver des parcours de formation personnalisés prenant en compte et reconnaissant leurs acquis antérieurs et débouchant sur des titres ou diplômes professionnels (ensemble de compétences professionnelles requises pour tenir un emploi identifié) ou sur des certificats de compétences professionnels (ensemble de compétences professionnelles permettant d'exercer une partie d'un emploi, c'est-à-dire, une des activités constitutives de cet emploi).
Mais le stage peut aussi être une solution pour nombre d’actifs désirant se reconvertir dans une voie différente de celle choisie initialement et ainsi avoir d’autres perspectives d’évolution. Il est désormais possible d’obtenir un bilan de compétence afin de faire le point sur son parcours et le tournant que l’on souhaite donner à sa carrière. 

#### Prétexte de la pré-embauche
L’importance du stage s’illustre par le fait que plus de 10 % des stagiaires trouvent un emploi à la fin de leur stage.
Trop souvent le stagiaire est formé par le stagiaire précédent et forme à son tour le stagiaire suivant.
Il devient tragique pour les étudiants voulant travailler l'été car de très nombreux emplois saisonniers sont remplacés par des stages, parfois non rémunérés (moins de deux mois), voire non rémunérés pour une durée supérieure à deux mois ce qui est illégal.

#### Accompagnement du stagiaire en formation
Cette expression (qui revient souvent dans la littérature destinée à la formation, aux stages, à l'alternance en formation) désigne une aide pédagogique apportée au stagiaire, dispensée par un formateur ou par un tuteur de l'entreprise tout au long du parcours de formation. Elle est destinée à faciliter l'appropriation des connaissances et le transfert en situation de travail. Une des fonctions du formateur, la facilitation, vise à accompagner le stagiaire dans son apprentissage, en lui fournissant les éléments les plus favorables pour son cheminement vers l'objectif visé en fonction de ses difficultés et modes d'apprentissage.
Le stagiaire peut être également accompagné par un organisme public (ex : faculté) ou par un organisme privé  s’il souhaite questionner ses professeurs sur un point en particulier ou approfondir des connaissances acquises pendant le stage. 

#### Développement des stages
Selon le sociologue Jacques Guigou, le stage de formation remplit des fonctions sociales et politiques qui ne sont pas explicitement reconnues. Ainsi, le stage peut se substituer à une activité professionnelle ; il tient lieu de travail réel ; la formation à la recherche d'emploi devient alors l'activité principale des stagiaires et des formateurs. Cette tendance a été décrite et analysée par cet auteur comme une « stagification ».

### Dans le cadre de la formation initiale

#### Historique
- 2006 : loi pour l'égalité des chances
- 2008 : décret relatif à la gratification et au suivi des stages en entreprise dans le cas des entreprises privées, associations, entreprises publiques ou établissements publics à caractère industriel et commercial[5].
- 2009 : décret relatif aux modalités d'accueil des étudiants de l'enseignement supérieur en stage dans le cas des administrations et établissements publics de l'État ne présentant pas un caractère industriel et commercial[6]
- 2010 : interdiction des stages hors cursus[7],[8].
- 2011 : loi pour le développement de l'alternance et la sécurisation des parcours professionnels[9] : la gratification des stages de plus de deux mois en entreprise est obligatoire
- 2013 : Loi relative à l'enseignement supérieur et à la recherche : l'obligation de rémunérer les stagiaires de plus de deux mois est étendu à la fonction publique territoriale, hospitalière et aux associations[10].
- 2013 : réforme des retraites : les stages sont pris en compte dans le calcul de la durée de cotisation pour la retraite[11].
- 2014 : loi tendant au développement, à l'encadrement des stages et à l'amélioration du statut des stagiaires[12] et décret relatif à l'encadrement des périodes de formation en milieu professionnel et des stages[13]
- 2015 : décret relatif à l'encadrement du recours aux stagiaires par les organismes d'accueil[14]
- 2017 : décret modifiant les dispositions du code de l'éducation relatives aux stages et aux périodes de formation en milieu professionnel[15],[16].

#### Cadre général
Dès la classe de troisième, les collégiens doivent effectuer une « séquence d’observation en milieu professionnel ». Cela leur permet de mieux choisir leur orientation scolaire. En raison de la durée très courte, ces stages sont très rarement indemnisés et consistent souvent davantage à observer qu’à travailler effectivement.[réf. nécessaire]
D’autres stages sont effectués au cours d'un cursus étudiant. En effet, de nombreux diplômes exigent d’avoir effectué un stage de plusieurs mois en entreprise, dans le domaine concerné. Ces stages sont souvent très importants pour l’étudiant, car ils dirigent souvent leur orientation professionnelle future et peuvent être suivis d’une embauche.
Un stagiaire dans le cadre de la formation initiale n'est pas considéré comme un salarié et n’a pas ses droits (bénéfices de la convention collective, cotisation sociales, Assedics, Sécurité sociale, congés, exigence d'une rémunération, droits syndicaux). Toutefois, les étudiants peuvent demander la prise en compte, par le régime général de sécurité sociale, des périodes de stages, sous réserve du versement de cotisations et dans la limite de deux trimestres.
La convention de stage est obligatoire. Elle définit le cadre de réalisation du stage et doit rappeler au stagiaire ses droits et obligations. Tout ce qui relève de sa mission et de l’organisation pratique de son stage (concernant les horaires notamment) fait l’objet d’une concertation en amont de sa signature. Elle doit être signée entre l’organisme d’accueil, le stagiaire, et l’organisme de formation. Or, il faut être absolument rattaché à un organisme de formation reconnue par l’État pour pouvoir effectuer un stage. 
Aucune convention de stage ne peut être conclue pour exécuter une tâche régulière correspondant à un poste de travail permanent, pour faire face à un accroissement temporaire de l'activité de l'organisme d'accueil, pour occuper un emploi saisonnier ou pour remplacer un salarié ou un agent en cas d'absence ou de suspension de son contrat de travail.
Lors des stages obligatoires conventionnés, la couverture maladie et accident du travail est celle de l’établissement d’enseignement.
Un stage, dont la convention ne serait pas tripartite (signée avec un organisme de formation, ou un organisme agréé), serait considéré par la législation française comme du travail au noir déguisé, et pourrait ouvrir droit à redressements (fiscaux, ou d’organismes sociaux).
L’employeur étant responsable, l’intégralité du droit du travail pourrait être appliqué à un stage sans convention tripartite.
Le nombre de stagiaires dont la convention de stage est en cours pendant une même semaine civile dans l'organisme d'accueil doté de la personnalité morale ne peut excéder :
- 15 % de l'effectif arrondis à l'entier supérieur pour les organismes d'accueil dont l'effectif est supérieur ou égal à vingt ;
- Trois stagiaires, pour les organismes d'accueil dont l'effectif est inférieur à vingt[22].

Un chapitre spécifique du Code de l'éducation (livre Principes généraux de l'éducation) définit les règles des stages et périodes de formation en milieu professionnel.

#### Gratification
La durée du ou des stages ou périodes de formation en milieu professionnel effectués par un même stagiaire dans un même organisme d'accueil ne peut excéder six mois par année d'enseignement.
Lorsque la durée du stage ou de la période de formation en milieu professionnel au sein d'un même organisme d'accueil est supérieure à deux mois consécutifs ou, au cours d'une même année scolaire ou universitaire, à deux mois consécutifs ou non, le ou les stages ou la ou les périodes de formation en milieu professionnel font l'objet d'une gratification versée mensuellement dont le montant est fixé par convention de branche ou par accord professionnel étendu ou, à défaut, par décret, à un niveau minimal de 15 % du plafond horaire de la sécurité sociale. Cette gratification n'a pas le caractère d'un salaire au sens du droit du travail.
Les inégalités entre filières sont fortes. Les stagiaires venus des écoles de commerce (qui n'accueillent que 12,8 % d'enfants d'ouvriers et d'employés, contre 28,4 % pour l'ensemble des formations secondaire) ou d'ingénieurs reçoivent souvent des rémunérations comprises entre 600 et 1 000 euros. Seuls 22 % des stagiaires inscrits en master ont reçu une rémunération supérieure à 600 euros par mois (contre plus de 50 % dans les écoles d'ingénieurs).
| Année | Plafond horaire de la sécurité sociale | Montant minimum de la gratification |
| ----- | -------------------------------------- | ----------------------------------- |
| 2009  | 21 €                                   | 398,13 €                            |
| 2010  | 22 €                                   | 417,09 €                            |
| 2011  | 22 €                                   | 417,09 €                            |
| 2012  | 23 €                                   | 436,05 €                            |
| 2013  | 23 €                                   | 436,05 €                            |
| 2014  | 23 €                                   | 436,05 €                            |
| 2015  | 24 €                                   |                                     |

| Date de signature de la convention            | Calcul de la gratification minimale par heure    | Indemnité minimale horaire |
| --------------------------------------------- | ------------------------------------------------ | -------------------------- |
| Avant le 31 décembre 2014                     | 12,5 % du plafond horaire de la sécurité sociale | 2,88 €                     |
| Entre le 1er janvier 2015 et le 31 août 2015  | 13,5 % du plafond horaire (2015) de 24€          | 3,30 €                     |
| Entre le 1er septembre et le 31 décembre 2015 | 15 % du plafond horaire (2015) de 24€            | 3,60 €                     |
| Entre le 1er janvier et le 31 décembre 2018   | 15 % du plafond horaire (2018) de 25€            | 3,75 €                     |
| Entre le 1er janvier et le 31 décembre 2019   | 15 % du plafond horaire (2019) de 25€            | 3,75 €                     |
| Entre le 1er janvier et le 31 décembre 2020   | 15 % du plafond horaire (2020) de 26€            | 3,90 €                     |

##### Charges, cotisations et contributions
Un employeur ne paie pas de charges s’il gratifie son stagiaire au montant minimum de la gratification.
Si l’employeur souhaite indemniser son stagiaire davantage, il paie alors des charges à partir des 485,10 €/mois (pour un mois de 21 jours ouvrables). Par exemple, si une entreprise gratifie son stagiaire de 500 €/mois, elle paiera des cotisations sur 14,90 €/mois (500,00 € - 485,10 €).

##### Impôt sur le revenu
La gratification versée au stagiaire est soumise à l’impôt sur le revenu, sauf si les quatre conditions suivantes sont remplies :
1. le stage fait partie intégrante du programme de l’école ou des études ;
2. le stage présente un caractère obligatoire ;
3. la durée du stage n’excède pas trois mois ;
4. le stage se fait dans une entreprise française.

Si la durée du stage est supérieure à trois mois (en nombre de jours ?), les revenus (le montant net fiscal) doivent être déclarés. À l’issue de cette déclaration, le stagiaire est imposable ou non, selon l’indemnité qu’il a reçue. À noter que si le stagiaire a plus de 25 ans au 1er janvier de l’année fiscale, il ne peut pas être rattaché au foyer fiscal de ses parents.

#### Abus en entreprise
L'absence de rémunération est très souvent utilisée par les employeurs pour embaucher des stagiaires afin qu'ils effectuent un travail qui pourrait être accompli par un employé avec un contrat de travail classique. Parfois l'annonce précise même "stage en remplacement d'un congé maternité" ou encore "stage d'été remplacement de personnel" voire "stage pour faire face à un accroissement d'activité" ce qui est totalement illégal.
Il est difficile de connaître le nombre exact de stagiaires en France : il n'y a pas de recensement au Ministère de l'Enseignement supérieur et de la Recherche, les stagiaires n'apparaissent pas dans les registres du personnel des entreprises et ne sont pas inscrits à l'URSSAF. Les plus grosses entreprises doivent néanmoins mentionner les stagiaires dans leur rapport d'activité, ce qui a permis au collectif de défense des stagiaires Génération précaire d'affirmer que la banque Société générale avait plus de 21 % de stagiaires parmi son personnel. Toujours selon ce collectif, des études évalueraient à 800 000 le nombre de stagiaires durant l'été 2006, 1,2 million en 2010 et environ 1,5 million en 2011, ce qui montrerait que ce nombre a plus que doublé sur ces cinq années.
La France a un taux de chômage record des moins de 25 ans, qui sont parfois chômeurs et réinscrits comme étudiants - donc n'apparaissant pas dans les statistiques. La lutte contre les abus est prioritaire (multiplication des contrôles de l'Inspection du travail pour les entreprises qui abusent). La lutte est facilitée car les offres de stage illégales sont publiées sur internet.
Lorsque le chômage est important, les personnes jeunes sont tentées d'effectuer à tort un ou plusieurs stages après la fin de leurs études, plutôt que de rester à l'écart du marché de l'emploi trop longtemps, situation mal perçue par les recruteurs.
Selon le collectif Génération précaire, les secteurs qui utilisent le plus de stagiaires l'été sont le journalisme, la fonction publique territoriale (notamment les ambassades et les consulats où il y aurait une très forte proportion de stagiaires en été), le secteur de la vente avec en particulier les grands magasins, le tourisme et la banque, où des stagiaires travailleraient souvent au guichet, où ils n'apprennent que peu de choses et remplacent un véritable poste.
Certaines formations seraient aussi responsables de l'inflation du nombre de stagiaires en France : imposer une période de stage longue de plusieurs mois permettrait d'externaliser des formations : le cursus de l'étudiant se fait alors principalement à l'extérieur de l'école ce qui évite à celle-ci de payer des enseignants.
Ces écoles ont des partenariats avec les entreprises (versement de taxes). Dès lors l'étudiant a peu de poids si à l'issue de ses études il ne trouve pas d'emploi en CDD, CDI, mais qu'on ne lui propose que des stages. Certaines entreprises ont d'ailleurs bâti leur rentabilité sur l'utilisation de stagiaires non rémunérés.
Le recours aux stagiaires en entreprise comporte des risques. En effet, si le stagiaire a les responsabilités d'un véritable employé, étant « livré à lui-même » alors qu'il est censé se trouver encore en formation, ses erreurs peuvent avoir des conséquences sur la vie de l'entreprise. Il est paradoxal que l'entreprise considère le stagiaire comme ne pouvant être salarié, car en formation, et qu'elle le laisse sans contrôle de son travail.